# Michael Frost
Michael Frost detto Mike (3 novembre 1961) è un ex sciatore alpino statunitense.

## Biografia
Sciatore polivalente originario di East Dorset, Frost fece parte della nazionale statunitense e nella stagione 1980-1981 in Nor-Am Cup vinse la classifica di slalom gigante; in Coppa del Mondo ottenne l'unico piazzamento di rilievo l'11 marzo 1986 a Heavenly Valley in slalom speciale (14º). Non prese parte a rassegne olimpiche né ottenne piazzamenti ai Campionati mondiali.

## Palmarès

### Coppa del Mondo
- Miglior piazzamento in classifica generale: 109º nel 1986

### Nor-Am Cup
- Vincitore della classifica di slalom gigante nel 1981[senza fonte]